# Adolf Wölfli

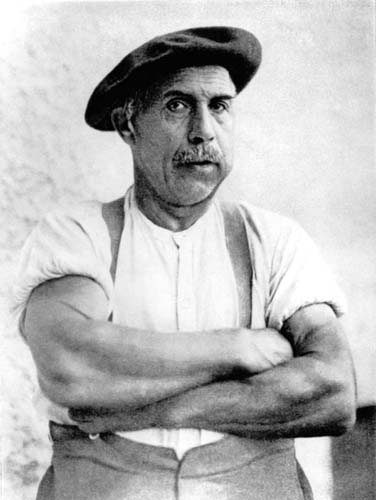
Adolf Wölfli (ca. 1920)

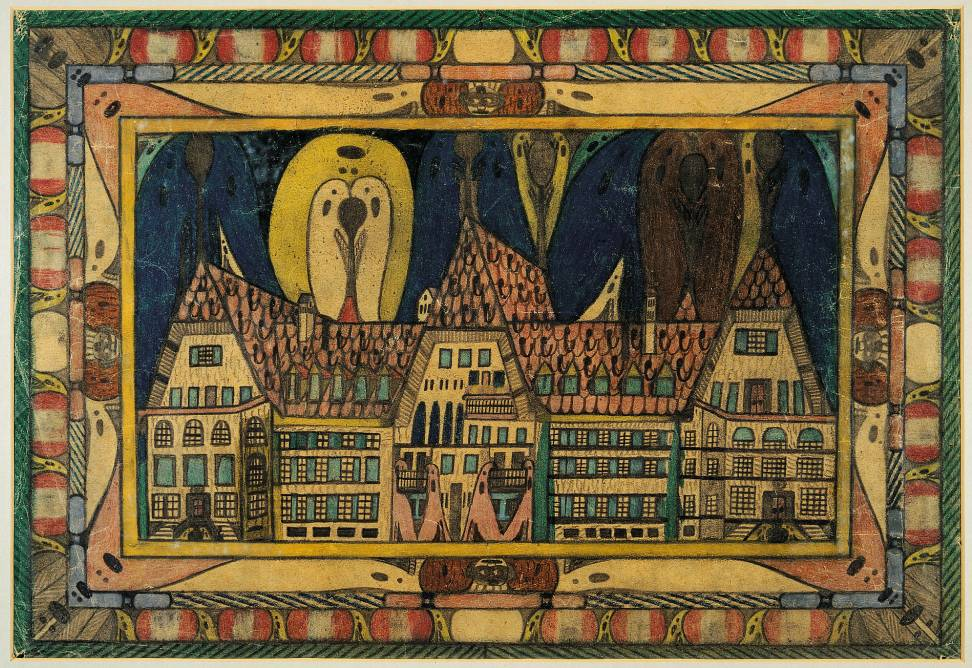
Heilanstalt Waldau, schildering van Adolf Wölfli, 1921

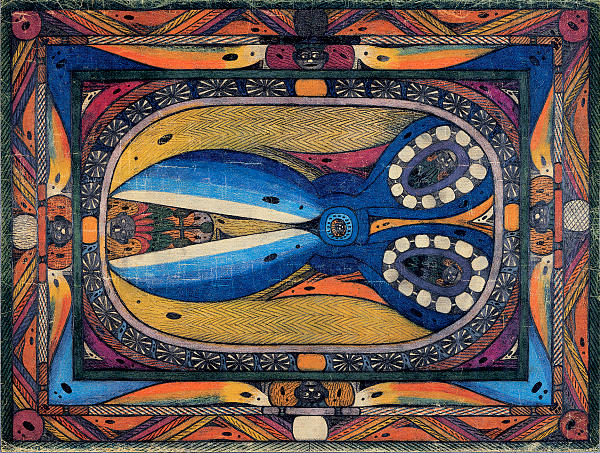
Schähren=Hall und Schährer=Skt. Adolf=Ring, 1926

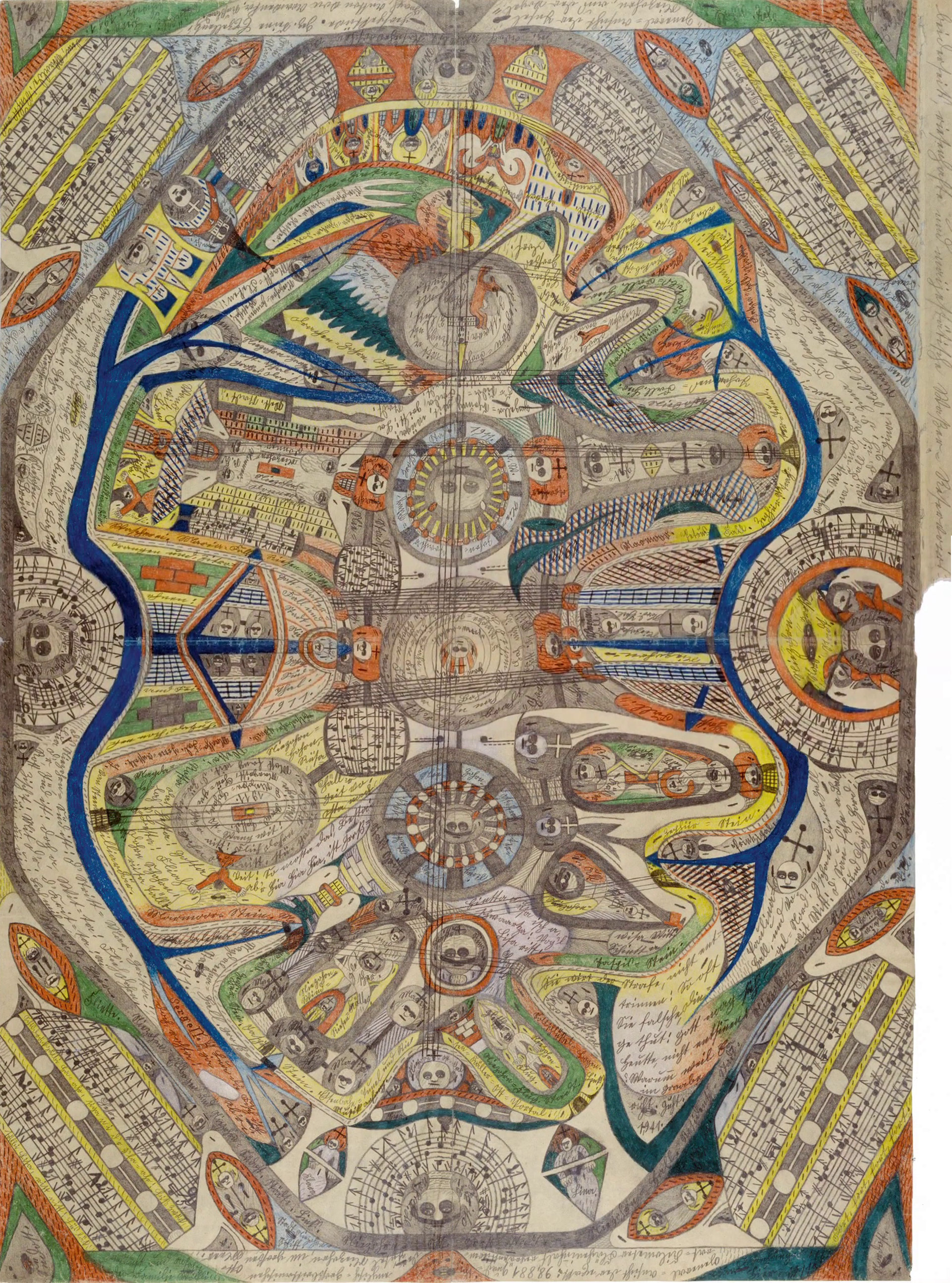
Adolf Wölfli, tekening uit 1911

Adolf Wölfli (Bowil bij Bern, 29 februari 1864 - Waldau bij Bern, 6 november 1930) was een Zwitserse beeldend kunstenaar, componist en auteur. Zijn tekeningen zijn het schoolvoorbeeld van outsider art die meestal Art brut genoemd wordt.

## Leven en werk
Adolf Wölfli werd geboren als jongste van zeven kinderen. Hij had een moeilijke jeugd en werd psychisch en seksueel misbruikt. Zijn vader, die alcoholist was, liet in 1870 de familie in de steek. Zijn moeder stierf in 1873. Adolf Wölfli werkte als hulpje en knecht bij verschillende boeren in Schangnau. In 1890 werd hij wegens pogingen tot verkrachting van een vijfjarig en een veertienjarig meisje veroordeeld tot twee jaar gevangenisstraf. Drie jaar na zijn vrijlating pleegde hij weer een soortgelijke misdaad en kwam hij terecht in een psychiatrische inrichting, Waldau bij Bern, waar bij hem een schizofrene storing werd vastgesteld. Hij leed aan intense hallucinaties, was erg verward en opstandig en werd aanvankelijk ondergebracht in isolatie.
De rest van zijn leven vanaf 1895 tot aan zijn dood bracht hij door in deze inrichting. In deze vijfendertig jaar schiep hij een omvangrijk oeuvre van ongeveer 1460 tekeningen, 1560 collages en vijfentwintigduizend pagina's in schriften, die als fantastische dagboeken gevuld waren met verhalen, gedichten, tekeningen en muziekcomposities.
Het overgrote deel van het werk ontstond op zijn zeven vierkante meter grote kamertje, met potlood en kleurpotlood op dun houthoudend papier van geringe kwaliteit. Hij verwerkte daarin indrukken, die hij had opgedaan in Schangnau, Bern, de Waldau kliniek en het Emmental. Dit waren de enige plekken die hij had leren kennen.
Zijn psychiater Walter Morgenthaler wijdde in 1921 een boek aan zijn werk: Ein Geisteskranker als Künstler. Dit was het eerste boek dat een aan schizofrenie lijdende patiënt serieus nam als beeldend kunstenaar.
Morgenthaler beschrijft hoe Wölfli iedere maandagmorgen werd voorzien van twee grote vellen onbedrukt krantenpapier en een nieuw potlood. Het potlood was na twee dagen helemaal verbruikt en Wölfli moest zich dan behelpen met wat hij van andere patiënten kon krijgen en met uiterst kleine stompjes, die hij had opgespaard, en zelfs met losse punten, die hij tussen zijn nagels klemde. Wölfli verzamelde ook pakpapier en iedere andere soort papier, die hij kon bemachtigen. Eén keer per jaar, met kerstmis, kreeg hij van de kliniek een doos kleurpotloden, waarmee hij hooguit twee à drie weken uit de voeten kon. Typerend in zijn werk is een soort 'angst voor de leegte', horror vacui, die maakt dat geen enkel hoekje van de ondergrond ongebruikt blijft.

## Bekendheid
Pas jaren na zijn dood werd Wölfli's werk, dat zich buiten de gangbare kunstwereld bevond, bekend bij een groter publiek. De Franse kunstschilder Jean Dubuffet exposeerde in 1948 honderdtwintig tekeningen van Wölfli in de Compagnie de l'Art Brut in Parijs. In 1972 werd zijn werk tentoongesteld op de Documenta in Kassel onder de noemer 'kunst van psychisch gestoorden'.
Wölfli's oeuvre wordt sinds 1975 bewaard en wetenschappelijk toegankelijk gemaakt door de Adolf-Wölfli-Stiftung van het Kunstmuseum Bern. Zijn graf op het Schosshaldenfriedhof in Bern is intussen opgeheven.

## Muziekstukken
Ondanks de onorthodoxe wijze waarop Wölfli zijn muzikale composities optekende blijken zijn composities wel degelijk uitvoerbaar. Uit een foto, waarop Wölfli met een zelfgemaakte papieren trompet te zien is, blijkt dat hij ook zelf pogingen ondernam zijn muziek ten gehore te brengen. Hij betitelde zich af en toe als 'componist'.
Zijn kunst heeft meerdere andere componisten geïnspireerd, bijvoorbeeld:
- Wolfgang Rihm: Wölfli-Liederbuch voor basbariton en piano (1980); orkestbewerking 1981
- Georg Friedrich Haas: Mini-opera Adolf Wölfli (1981)
- Per Nørgård: Opera Der göttliche Tivoli (1983)

Meer muzikale uitvoeringen zijn te vinden op de website van de Adolf-Wölfli-Stiftung.

## Galerie

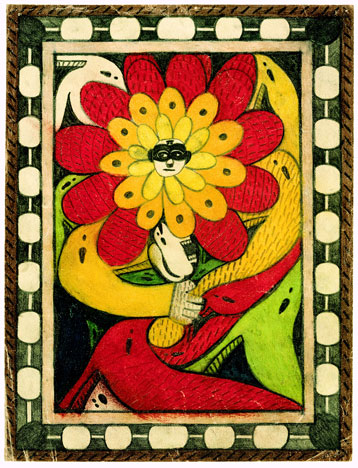
Skt-Adolf-Thron -Flühe-Blume
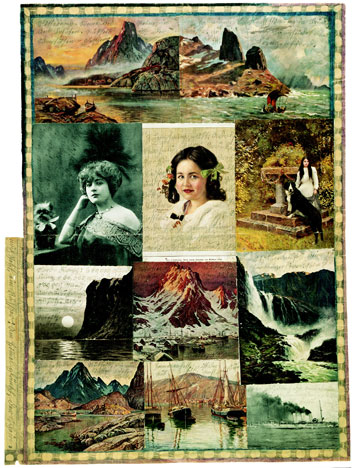
Zungsang-Skt.-Adolf-Roosali, 1917
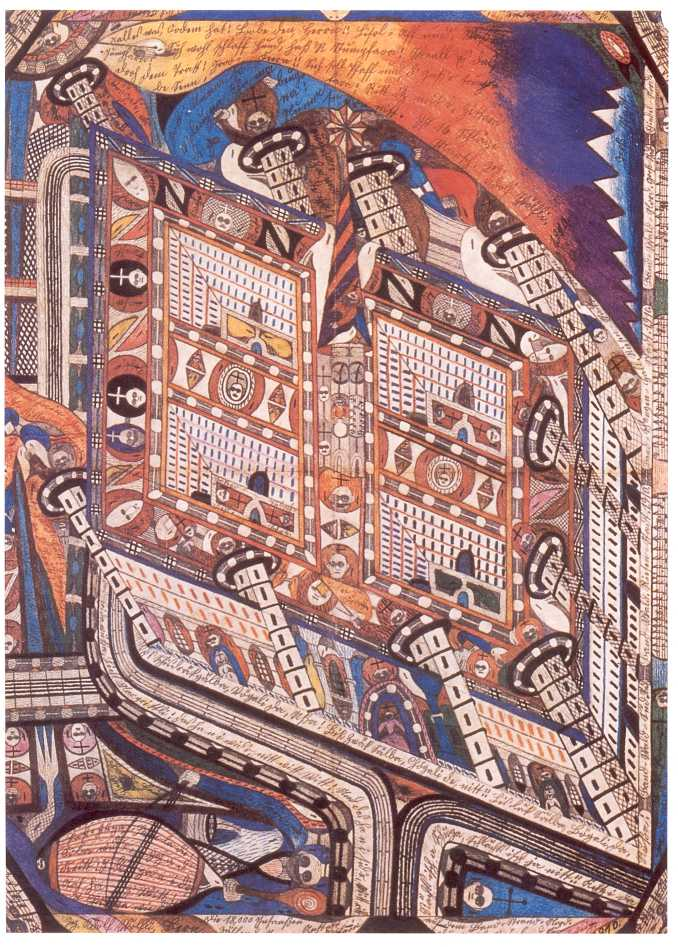
Irren-Anstalt Band-Hain, 1910
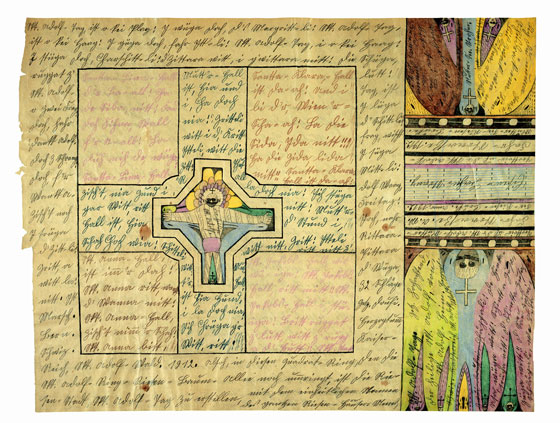
Trottoir uf d'r Skt.-Adolf-Mutter-Fahr-Straße, 1912
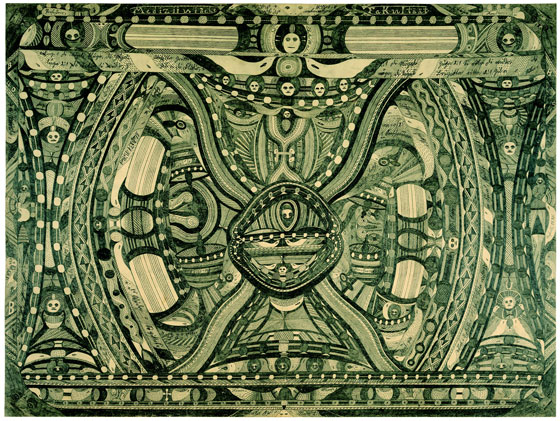
Medizinische Fakultät, 1905
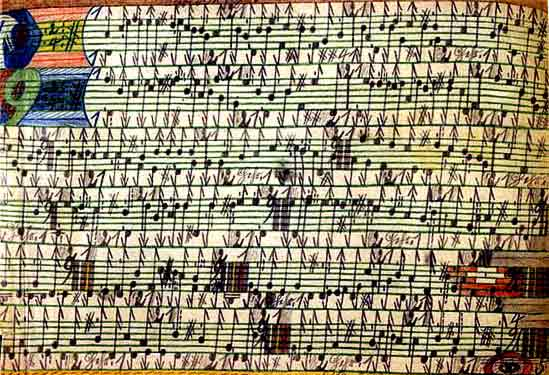
Muzieknotatie, ca. 1930